# Kasim Bajrović
Kasim Bajrović, redovni profesor  i naučni savjetnik Univerziteta u Sarajevu, rođen je 15. jula 1965. u Tutinu.
Odsjek za biologiju Prirodno-matematičkog fakulteta Univerziteta u Sarajevu upisao je 1985. a diplomirao je (pod mentorstvom prof. dr. Avde Sofradžije) 1990. sa diplomskim radom pod nazivom: 
- Eksperimentalno proučavanje genotoksičnih efekata dva hormonska preparata klomifen-a i pregnyl-a u ćelijama korijena luka.

Postdiplomski studij je upisao 1990, na Prirodoslovno-matematičkom fakultetu Sveučilišta u Zagrebu, a magistarski rad pod naslovom: 
- Djelovanje 1-(6-purinil)-2,5-dimetilpirola na rastenje kultura duhana i ukrasne koprive (pod mentorstvom prof. dr Jasne Vorkapić Furač) odbranio je 1993.

Doktorski studiji je upisao 1994. na Fakultetu prirodnih nauka Istanbul Univerziteta u Istanbulu, a doktorsku disertaciju pod naslovom: 
- Uspostavljanje kulture biljnoga tkiva i transformacija topole (Populus tremula) sa genima uključenim u biosintezi lignina
 (pod mentorstvom prof. dr. Nermin Gözukirmizi) odbranio je 1997.

Od 1990. je zaposlen u Institutu za genetičko inženjerstvo i biotehnologiju Univerziteta u Sarajevu kao asistent pripravnik (1990.-1992), istraživač saradnik (1992.-1997), naučni saradnik (1998.-2000), viši naučni saradnik (2002-2006) i naučni savjetnik (2006. – ). Od 2002. do 2015, u tri mandata,  je obavljao funkciju direktora Instituta.
Stekao je i sva naučno-nastavna zvanja na Prirodno-matematičkom fakultetu Univerziteta u Sarajevu: docent (1999), vanredni profesor (2005) i redovni profesor (2009) iz oblasti Genetičko inženjerstvo i biotehnologija.
Do 2015, profesor Bajrović  publicirao je preko 100 naučnih radova (od kojih je većina ovjavljena u CC bazama podataka. Pored toga, autor je ili (ko)autor ukupno 11 knjiga, udžbenika i priručnika.
Tečno govori engleski, turski i ruski jezik.

## Literatura
1. ↑  Hadžiselimović, R. et al., Ur. (2008). Jubilej INGEB 20, Institut za genetičko inženjerstvo i biotehnologiju Univerziteta u Sarajevu (prvih 20 godina: 1988.–2008. INGEB, Sarajevo, Bosna i Hercegovina.
2. ↑   http://scholar.google.hr/scholar?hl=hr&q=kasim+bajrovic&btnG=. Недостаје или је празан параметар |title= (помоћ)
3. ↑   http://www.researchgate.net/profile/Kasim_Bajrovic. Недостаје или је празан параметар |title= (помоћ)
4. ↑  Gozukirmizi N., Kazan K., Ari S., Gurel F., Bajrovic K., Cobanoglu G., Buyukkeskin R., Arican E. (1993) Bitki biyoteknolojisi: Doku kulturu ve molekuler uygulamalar, 08-12, Kasim, TUBITAK, MRC-RIGEB, Gebze/Kocaeli, Turkey.
5. ↑  Gozukirmizi N., Ari S., Mandaci S., Gurel F., Bajrovic K., Ogras T., Ture S., Albayrak G., Arican E., Altinkut A., Sahin S., Ipekci Z., Buyukkeskin, R. (1996) Bitki biyoteknolojisi: Bitkilere gen transferi. 30 Ekim – 01 Kasim, TUBITAK, MRC-RIGEB, Gebze/Kocaeli, Turkey.
6. ↑  Ipekci, Z., Bajrović, K. Bitkilerde doku kulturu. In Bitki biyoguvenlik arastirmalari egitim programi, (2001) Cilt I, Ed: N. Gozukirmizi, AR. Memon, S. Mandaci. 12-30 November, TUBITAK, MRC-RIGEB, Gebze/Kocaeli, Turkey.
7. ↑  Bajrović K., Ipekći Z. Bitkilerde gen aktarim yontemleri. In Bitki biyoguvenlik arastirmalari egitim programi, (2001) Cilt II, Ed: N. Gozukirmizi, AR. Memon, S. Mandaci. 12-30 November, TUBITAK, MRC-RIGEB, Gebze/Kocaeli, Turkey, i mnogi drugi.
8. ↑  Bajrović K., Ed. (2002) Bitki biyoguvenlik arastirmalari uygulamali egitim programi – II. 20-21 Mayis, TUBITAK, MRC-RIGEB, Gezbe/Kocaeli, Turkey.
9. ↑  Bajrović K, Jevrić-Čaušević A, Hadžiselimović R., Eds. (2005) Uvod u genetičko inženjerstvo i biotehnologiju. INGEB, Sarajevo.
10. ↑  
Trkulja V., Bajrović K., Ostojić I., Vidović S. (2008) Genetički modificirani organizmi (GMO) i biosigurnost, Agencija za sigurnost hrane Bosne i Hercegovine, Sarajevo.
11. ↑  Uvod u genetičko inženjerstvo i biotehnologiju, (2014) 2.izdanje, Pojskić L. (Ed.). INGEB, Sarajevo BiH.
12. ↑  Trkulja V., Bajrović K., Vidović S., Ostojić I., Terzić R., Ballian D., Subašić Đ., Mačkić S., Radović R., Čolaković A. (2014). Genetski modificirani organizmi (GMO) i biosigurnost. Uprava B&H za zaštitu zdravlja bilja & Agencija za sigurnost hrane BiH, Sarajevo.
13. ↑  Trkulja V., Bajrović K., Vidović S., Ostojić I., Terzić R., Ballian D., Subašić Đ., Mačkić S., Radović R., Čolaković A. (2014). Priručnik za uzorkovanje reprodukcijskog materijala bilja i proizvoda koji sadrže i/ili se sastoje ili potječu od genetski modificiranih organizama (GMO). Agencija za sigurnost hrane BiH & Uprava B&H za zaštitu zdravlja bilja, Sarajevo.